# Gabriel Axel
Axel Gabriel Erik Mørch bedre kendt som Gabriel Axel (18. april 1918 i Aarhus - 9. februar 2014 i Bagsværd) var en dansk skuespiller, filminstruktør og manuskriptforfatter. Han skrev og instruerede Babettes gæstebud, der vandt en Oscar for bedste fremmedsprogede film i 1988 og i 2006 blev optaget på Kulturkanonen.

## Liv og karriere
Gabriel Axel voksede op i Paris, hvortil familien flyttede, da Gabriel var lille. Da faderens møbelfabrik gik konkurs, blev familiens fire børn i 1935 sendt hjem til Danmark. Her blev Gabriel Axel først uddannet som møbelsnedker, inden han i 1943 blev optaget på Det kongelige Teaters elevskole.
Som færdiguddannet skuespiller vendte Axel i 1946 tilbage til Frankrig, hvor han arbejdede som skuespiller – bl.a. på turneer med parisiske teatre.
Axel blev den 15. december 1948 gift med franske Lucie Juliette (1927-1996). Parret fik fire børn, blandt andet Karin Mørch, og boede skiftevis i Frankrig og Danmark.
I starten af 1950'erne kom han igen til Danmark, hvor han bl.a. optrådte på Riddersalen, og fik sine første filmroller. I løbet af 1950'erne iscenesatte han efterhånden en hel del teaterforestillinger, og han var en meget benyttet instruktør på tv-teatret. I 1955 debuterede han også som filminstruktør. Axel instruerede en del film i flere forskellige genrer.
I 1970'erne vendte Axel igen til Frankrig for at arbejde, og han fik her succes som instruktør af både film og tv-serier. Sit store internationale gennembrud fik han i 1988 med den Oscarvindende film, Babettes gæstebud.
Gabriel Axels liv og karriere er beskrevet af hans datter, journalisten Karin Mørch i biografien Gabriels gæstebud – Portræt af en filmmager.

## Filmografi

### Skuespiller
- Som sendt fra himlen (1951)
- Vi arme syndere (1952)
- Vi som går køkkenvejen (1953)
- Himlen er blå (1954)
- Kongeligt besøg (1954)
- Det er så yndigt at følges ad (1954)
- Jan går til filmen (1954)
- Karen, Maren og Mette (1954)
- Der kom en dag (1955)
- Bruden fra Dragstrup (1955)
- Kispus (1956)
- Styrmand Karlsen (1958)
- Peters baby (1961)
- Det tossede paradis (1962)
- Han, hun, Dirch og Dario (1962)
- Tre piger i Paris (1963)
- En ven i bolignøden (1965)
- Dyden går amok (1966)
- Jeg - en marki (1967)
- Med kærlig hilsen (1971)
- Nu går den på Dagmar (1972)
- Familien Gyldenkål sprænger banken (1976)
- Alt på et bræt (1977)

### Instruktør
- Døden (TV-Teatret, sendt direkte) (1951)
- Altid ballade (1955)
- Frøken Julie (TV-Teatret) (1956)
- En kvinde er overflødig (1957)
- Møde ved midnat (1958) [3]
- Guld og grønne skove (1958)
- Helle for Helene (1959)
- Flemming og Kvik (1960)
- Det tossede paradis (1962)
- Oskar (1962)
- Vi har det jo dejligt (1963)
- Tre piger i Paris (1963)
- Paradis retur (1964)
- Den røde kappe (1967)
- Det kære legetøj (1968)
- Amour (1970)
- Med kærlig hilsen (1971)
- Familien Gyldenkål (1975)
- Familien Gyldenkål sprænger banken (1976)
- Alt på et bræt (1977)
- Babettes gæstebud (1987)
- Christian (1989)
- Prinsen af Jylland (1994)
- Lumière et compagnie (1995)
- Leïla (2001)

### Manuskriptforfatter
- Flemming og Kvik (1960), efter ungdomsroman af Gunnar Jørgensen
- Det tossede paradis (1962), efter roman af Ole Juul
- Den røde kappe (1967), ide efter Saxos fortælling om Hagbard og Signe
- Det kære legetøj (1968), originalmanuskript
- Amour (1970), originalmanuskript
- Med kærlig hilsen (1971), originalmanuskript
- Babettes gæstebud (1987), efter novelle af Karen Blixen
- Christian (1989), originalmanuskript
- Prinsen af Jylland (1994), ide efter Saxos fortælling om prins Amled
- Leïla (2001), originalmanuskript

## Yderligere læsning
- Mørch, Karin: Gabriels gæstebud – Portræt af en filmmager, Forlaget Gyldendal, København 2008, ISBN 978-87-02-06775-0.